# Болдырев, Владимир Стефанович
Влади́мир Стефа́нович Бо́лдырев (5 марта 1950, станция Кулустай, Архаринский район, Амурская область) — советский и российский спортивный и фотожурналист. Почетный журналист Приморского края (2021). Мастер спорта России по спортивному ориентированию.

## Биография
Родился 5 марта 1950 года на ж/д. станции Кулустай Архаринского района Амурской области.
В 1957 — 1965 годах учился в средней школе с. Кулустай.
В 1965 — 1969 годах учился в Благовещенском политехническом техникуме, после окончания которого был призван в ряды Советской Армии (301-й истребительный авиационный полк). Первые публикации сделал в газете «Суворовский натиск».
В 1971 году после службы в армии поступил в Дальневосточный политехнический институт, на геологический факультет, который окончил в 1976 году. На протяжении пяти лет был корреспондентом и фотокорреспондентом институтской газеты «Политехник».
В 1976 - 1999 годах работал геологом в геологических партиях Приморского края. За эти годы одновременно окончил факультет общественных профессий по специальности «Журналистика», а затем и заочный народный университет искусств по специальности «Фотография».
С 1999 года - спецкор краевой газеты "Утро России" (Владивосток), ведет спортивный отдел. Публикуется также  в газетах «Тихоокеанский комсомолец», «Владивосток», «Комсомольская правда». В 1999 году стал соавтором книги «Остров Даманский, боль, скорбь и память наша».
В 2002 году участвовал в подготовке и проведении первого абсолютного чемпионата России по боксу, состоявшегося во Владивостоке, сборов олимпийской команды.
В 2007 году стал победителем Всероссийского фотоконкурса в номинации «Спорт живет в каждом», проводимого Агентством по физической культуре и спорту Российской федерации.
В 2021 году награжден знаком "Почетный журналист Приморского края".

## Журналистская деятельность
Более 20 лет работы в жанре спортивной журналистики - фоторепортаж, интервью и репортаж. Является высоко квалифицированным фотожурналистом.
Основное место работы - краевая газета "Утро России" (Владивосток), спортивный отдел. 
Участвовал в подготовке  и проведении абсолютного чемпионата России по боксу в 2002 году, сборов олимпийской команды, национальных команд перед чемпионатом и первенством мира, Играми Доброй воли во Владивостоке. Осуществлял встречу команд, интервью с тренерами и спортсменами, участвовал в организации и проведении пресс-конференций, культурного отдыха (встреча в дивизии морской пехоты, стрельба из боевого оружия, турнира по мини-футболу). Все эти мероприятия освещались в СМИ. 
Неоднократно делал интервью с выдающимися российскими спортсменами, олимпийскими чемпионами - Ириной Родниной, Александром Карелиным, Александром Лебзяком, Алексеем Тищенко, Александром Поветкиным и др.
Трижды был аккредитован на Международных играх «Дети Азии» (2004, 2008 и 2012 годов) в Якутске, откуда передавал яркие репортажи о выступлениях приморских спортсменов, которые использовали в своей работе комитет по физической культуре и спорту Приморского края и СМИ региона.
Автор первых публикаций об изобретенных в Приморском крае новых видах спорта - рашболе (г. Владивосток) и скорингболе (г. Дальнегорск).
В декабре 2020 года закончил работу над книгой «Поветкин и Владивосток – первые» о единственном абсолютном чемпионате России по боксу. Книга основана на личном участии в организации этого соревнования, интервью с тренерами и боксерами, иллюстрирована авторскими фотографиями и передана в печать.
Спортивный борцовский клуб «Трудовые резервы» (г. Владивосток) готовит к публикации книгу-альбом, приуроченную 40-летию деятельности организации, которая будет состоять из материалов Владимира Болдырева.
Продолжает публиковать материалы о спортивной жизни Приморского края. Его статьи размещены на сайтах Министерства физической культуры и спорта Приморского края, краевой Федерации бокса и приморского отделения «Динамо».

## Спортивная деятельность
Разносторонний спортсмен, участник и победитель соревнований высшего уровня для всех возрастов. Мастер спорта России по спортивному ориентированию (2008).
Участник и победитель соревнований СССР, России и международных спортивных форумов по спортивному ориентированию, лыжным гонкам, велоспорту и волейболу. Одержал победу в международных соревнованиях по лыжным гонкам (Чанчунь, Китай, 2010 год). Призер чемпионатов Китая (Харбин, 2010 год) и Азии (Уси, 2012 год) по спортивному ориентированию, участник международных велогонок (Яньцзи, Китай, 2014 год) и соревнований по волейболу среди ветеранов (Яньцзы, 2014 год). 
Победитель и призер в своей возрастной группе на всех соревнованиях «Владивостокский международный марафон» и «Международный ледовый полумарафон», проводимых во Владивостоке.
В 2006 году во Владивостоке принимал участие в международных соревнованиях по бадминтону, заняв третье место в турнире среди журналистов.
Победитель краевой Спартакиады среди ветеранов (Арсеньев, 2013 год), серебряный призер краевой Спартакиады пенсионеров (Уссурийск, 2018 год).
Обладатель двух золотых знаков отличия комплекса ГТО 10-й и 11-й возрастных ступеней, многократным победителем и призером городских, краевых и дальневосточных соревнований по легкой атлетике (2000-2020), спортивному ориентированию (2006-2019), лыжным гонкам (2006- 2016).
В феврале 2020 первенствовал на ледовом забеге на дистанции пять километров в своей возрастной группе, а накануне выполнил нормативы XI возрастной ступени (70 лет и старше) всероссийского физкультурно-спортивного комплекса «Готов к труду и обороне» на золотой знак отличия.

## Общественная деятельность
Пресс-секретарь федерации бокса Приморского края на общественных началах на протяжении более 20 лет.
Способствовал достижению массовости бокса в Приморском крае. Обеспечил организацию пресс-конференций перед соревнованиями и мероприятиями, подготовку пресс-релизов, информационных материалов (буклеты, приглашения, грамоты, афиши). Активная популяризация бокса позволила увеличить количество занимающихся в крае за три года с 400 до 2000 человек. Были образованы районные и городские федерации бокса, открыт первый в крае спортивный клуб «Никита Кожемяко».
Активный пропагандист (на протяжении десятилетий) здорового образа жизни не только «пером» и фотоаппаратом, но и своим личным примером.
Член попечительского Совета Всероссийской федерации школьного спорта

## Награды, признание
- Знак «Почетный журналист Приморского края» - за заслуги в популяризации среди населения физической культуры и спорта (2021)
- Благодарственное письмо президента "Всероссийская федерация школьного спорта" Ирины Родниной (2021)
- Многократно награждался грамотами и дипломами краевых и российских спортивных федераций - за высокий профессионализм (1999-2020).
- Победитель Всероссийского фотоконкурса в номинации «Спорт живет в каждом», проводимого Агентством по физической культуре и спорту Российской федерации (2007)
- Почетная грамота Законодательного Собрания Приморского края (2010)[17]
- Победитель конкурса «Тихий океан» (2011)
- Лауреат конкурса Кореи на спортивную тематику (2014)
- Золотой знак отличия всероссийского физкультурно-спортивного комплекса «Готов к труду и обороне», 10 ступень (2017)[18]
- Неоднократно признавался комитетом (затем управлением, департаментом) физической культуры и спорта администрации Приморского края лучшим спортивным журналистом Приморского края (2002, 2004, 2006, 2008, 2010, 2012, 2016, 2018 годы) [19] [20].